# Cycloschizon discoideum
Cycloschizon discoideum är en svampart som först beskrevs av Rehm, och fick sitt nu gällande namn av Arx 1962. Cycloschizon discoideum ingår i släktet Cycloschizon och familjen Parmulariaceae.   Inga underarter finns listade i Catalogue of Life.